# Pitbull (cantant)
Armando Christian Pérez, més conegut pel nom artístic de Pitbull, (Miami, Florida; 15 de gener de 1981) és un cantant, raper, compositor i productor musical estatunidenc d'origen cubà.
Es va iniciar com a tal amb gèneres com el hip hop. Posteriorment es va especialitzar més en el reggaeton, i pop, alhora que va passar també per molts altres, atès que és un dels artistes més sol·licitats per col·laboracions amb diversos cantants. Va créixer a Little Havana, una secció de Miami coneguda per la seva gran població d'ascendència cubana.

## Biografia
Fill de pares immigrants cubans que li va fer recitar l'obra del poeta José Martí, va tenir problemes al principi de la seva carrera com a raper, perquè ell era blanc, d'ulls blaus i cubà-americà. Va créixer a Little Havana, una zona de Miami coneguda per la seva gran població de cubans.
També va ser influenciat pel gènere de Miami sota de la música hip-hop i ha citat Celia Cruz i Willy Chirino com a font d'inspiració per a la seva música. Els seus pares es van separar quan ell era jove, i va ser criat per la seva mare. Més tard va passar un temps amb una família d'acollida a Roswell, Geòrgia.
Va començar a rapejar a l'escola secundària i es va inspirar per Nas, The Notorious BIG i Big Pun. Als 16 anys, la seva mare el va fer fora de casa després que ell començés a traficar drogues. A continuació, es va graduar a la Miami Coral Park High School i va centrar la seva carrera en el rap.
Després de reunir-se amb Irv Gotti, Pitbull es va reunir Luther Campbell de 2 Live Crew, que el va animar a la batalla de rap a la ràdio. Va expressar el seu interès a la costa Oest i l'Est gèneres costa en el futur. La seva primera actuació va ser gravada dels Reis Lil Jon àlbum de Crunk el 2002, després del qual ell va llançar el seu primer àlbum el 2004 titulat MIAMI (Abreviatura de diners és un problema important) sota TVT Records.
Des de llavors, ha publicat dos àlbums sota el segell, El Mariel el 2006 i l'èxode de 2007. Llavors, la seva Rebelution el 2009, que incloïa singles "I Know You Want Me (Carrer Vuit)" i "Krazy". Aquest últim va aconseguir el lloc # 30 al Hot 100 i # 11 en el Rap les Llistes Calentes gràfics, mentre que "I Know You Want Me" va aconseguir el lloc # 2 en el Hot 100 i va aconseguir el seu punt màxim dins dels deu primers llocs de les llistes d'èxits al Regne Unit, Canadà, Itàlia i els Països Baixos. La cançó va arribar al número 1 a França i la Unió Europea Hot 100 a la setmana que va acabar el 29 d'agost 2009 d'acord amb la revista Billboard. Més tard va signar amb Pol Motius Música a través de Sony Music i va crear el seu propi segell Mr 305 Inc Altres senzills de Rebelution inclou "Blanc", amb Pharrell Williams de The Neptunes i "Hotel Room Service", l'últim dels quals va aconseguir el lloc núm. 9 en la Hot 100.
El 2010 va aconseguir fama internacional, cobrint el mercat europeu en col·laborar amb Enrique Iglesias en la cançó "I Like It" i el mercat americà en la seva col·laboració amb el raper Usher en el senzill "DJ Got Us Fallin 'in Love".
En el món del ball s'han fet coneguts els seus temes "Si el teu boqueta fora", també el seu tema "Maleït Alcohol" i "Bon Bon Bon".
També ha col·laborat amb Shakira en la cançó "Rabiosa" obtenint un gran èxit; col·laborà també amb les mexicanes Belinda i Paulina Rubio, tenint gran acceptació.
El solista també ha tingut l'oportunitat de cantar amb altres grans estrelles com Akon amb "Shut It Down" i MR. Right Now, amb Chris Brown "international love", [Jason Derulo] "My life".
El 2011 va gravar la cançó "On the floor" amb Jennifer López. També va gravar el tema "Tu Cuerpo" en què Jencarlos Canela va fer una col·laboració. I ara ha tornat amb l'ajut de Ke$ha amb un èxit total "Timber"
Pitbull domina tant l'anglès com el castellà, i utilitza ambdós idiomes per crear les seves cançons, en barrejar els dos idiomes o cadascun separadament.

## Discografia
- M.I.A.M.I. (Money Is A Major Issue) (2004)
- El Mariel (2006)
- The Boatlift (2007)
- Rebelution (2009)
- Armando (2010)
- Planet Pit (2011)
- Global Warming (2012)
- Global Warming Meltdown (2013)
- Globalization (2014)
- We are one FIFA World Cup (2015)
- Dale (versió castellà) (2015)
- Climate Change (2017)
- GOTTI - Original Motion Picture Soundtrack (2018)